# Canton de Saint-Donat-sur-l'Herbasse
Le canton de Saint-Donat-sur-l'Herbasse est une ancienne division administrative française située dans le département de la Drôme en région Rhône-Alpes, dans l'arrondissement de Valence.
Depuis le redécoupage cantonal de 2014, Saint-Donat-sur-l'Herbasse est devenu le bureau centralisateur du nouveau canton de la Drôme des Collines.

## Composition
| Nom                                    | Code Insee | Intercommunalité | Superficie (km2) | Population (dernière pop. légale) | Densité (hab./km2) |
| -------------------------------------- | ---------- | ---------------- | ---------------- | --------------------------------- | ------------------ |
| Saint-Donat-sur-l'Herbasse (chef-lieu) | 26301      | CA Arche Agglo   | 19,52            | 3 923 (2014)                      | 201                |
| Arthémonay                             | 26014      | CA Arche Agglo   | 5,70             | 561 (2014)                        | 98                 |
| Bathernay                              | 26028      | CA Arche Agglo   | 5,71             | 251 (2014)                        | 44                 |
| Bren                                   | 26061      | CA Arche Agglo   | 11,03            | 545 (2014)                        | 49                 |
| Charmes-sur-l'Herbasse                 | 26077      | CA Arche Agglo   | 12,84            | 930 (2014)                        | 72                 |
| Chavannes                              | 26092      | CA Arche Agglo   | 4,67             | 658 (2014)                        | 141                |
| Margès                                 | 26174      | CA Arche Agglo   | 9,79             | 1 076 (2014)                      | 110                |
| Marsaz                                 | 26177      | CA Arche Agglo   | 8,95             | 770 (2014)                        | 86                 |
| Montchenu                              | 26194      | CA Arche Agglo   | 16,15            | 587 (2014)                        | 36                 |

## Histoire
Le canton a disparu après les élections départementales de 2015, à la suite du redécoupage des cantons du département. Les neuf communes sont rattachées au nouveau canton de la Drôme des collines.

## Représentation

### conseillers généraux de 1833 à 2015
| Période | Période          | Identité                                          | Étiquette                | Qualité |
| ------- | ---------------- | ------------------------------------------------- | ------------------------ | --- |
| 1833    | 1837             | Charles François Lambert                          |                          | Maire de Saint-Donat-sur-l'Herbasse |
| 1837    | 1848             | Marquis Louis André Jean-Raphael de Cordoue       | Centre droit             | Pair de France Propriétaire à Charmes-sur-l'Herbasse Maire de Tain Député (1820-1823, 1827-1830)                                                 |
| 1848    | 1852             | Paul Danthony                                     |                          | Maire de Saint-Donat-sur-l'Herbasse (1848-1851)                                                                                                  |
| 1852    | 1870             | Comte Paul Ange Henri Monier de la Sizeranne      | Majorité dynastique      | Propriétaire terrien, maire de Tain Propriétaire du château de Beausemblant Sénateur (1857-1870) Président du Conseil Général Député (1869-1870) |
| 1871    | 1876 (démission) | Paul Marie Zacharie Chartron                      |                          | Négociant à Saint-Donat-sur-l'Herbasse, ancien conseiller d'arrondissement                                                                       |
| 1876    | 1880             | François Eugène de Garnier des Garets (1831-1925) | Droite                   | Propriétaire à Marsaz |
| 1880    | 1923 (décès)     | Charles Chabert                                   | Rad.                     | Employé administratif Député (1899-1908) Sénateur (1908-1923) Propriétaire à Saint-Donat-sur-l'Herbasse                                          |
| 1923    | 1940             | Ferdinand Lémonon (1880-1946)                     | URD                      | Médecin à Saint-Donat-sur-l'Herbasse |
|         |                  |                                                   |                          | |
| 1942    | 1945             | Gustave Merlin                                    |                          | Ferblantier Maire de Saint-Donat-sur-l'Herbasse Nommé conseiller départemental en 1942                                                           |
|         |                  |                                                   |                          | |
| 1945    | 1951             | Elie Grenier                                      | SFIO                     | Exploitant agricole Conseiller municipal de Saint-Donat-sur-l'Herbasse                                                                           |
| 1951    | 1976             | André Bossanne                                    | MRP puis CD puis UDF-CDS | Exploitant agricole Ancien Sénateur (1946-1948) Maire de Marsaz (1947-1989)                                                                      |
| 1976    | 1982             | Paul Galland                                      | PS                       | Ancien résistant Maire de Saint-Donat-sur-l'Herbasse (1969-1995)                                                                                 |
| 1982    | 1988             | André Bossanne                                    | UDF-CDS                  | Maire de Marsaz (1947-1989) |
| 1988    | 2008             | Aimé Chaléon                                      | DVD                      | Agriculteur Maire de Bathernay (1975-1995) Maire de Saint-Donat-sur-l'Herbasse (1995-2020) Suppléant du député Georges Durand (1993-1997)        |
| 2008    | 2015             | Jean-Louis Bonnet                                 | DVG                      | Professeur Maire d'Arthémonay depuis 1995 |

### Conseillers d'arrondissement de 1833 à 1940
| Période | Période | Identité                   | Étiquette | Qualité |
| ------- | ------- | -------------------------- | --------- | --- |
| 1833    | 1848    | Paul Nicolas Danthony fils |           | Propriétaire à Saint-Donat-sur-l'Herbasse                                                                   |
| 1848    | 1852    | M. Chartron neveu          |           | Négociant à Saint-Donat-sur-l'Herbasse                                                                      |
| 1852    | 1870    | M. Chartron oncle          |           | Négociant à Saint-Donat-sur-l'Herbasse                                                                      |
| 1870    | 1874    | Henri Feugier              |           | Maire de Saint-Donat-sur-l'Herbasse                                                                         |
| 1874    | 1877    | Aristide Robert            |           | Maire de Charmes                                                                                            |
| 1877    | 1901    | Léonce Chapre (1832-1902)  | Droite    | Notaire à Saint-Donat-sur-l'Herbasse                                                                        |
| 1901    | 1919    | Jean Ithier                | Radical   | Propriétaire, adjoint au maire, puis maire de Bren                                                          |
| 1919    | 1925    | Hippolyte Roybet           |           | Propriétaire à Saint-Donat-sur-l'Herbasse                                                                   |
| 1925    | 1940    | Aimé Bossanne              |           | Exploitant agricole - Maire de Marsaz                                                                       |
| 1940    |         |                            |           | Les conseils d'arrondissement ont été suspendus par la loi du 12 octobre 1940 et n'ont jamais été réactivés |

## Démographie
| 1962  | 1968  | 1975  | 1982  | 1990  | 1999  | 2006  | 2011  | 2012  |
| ----- | ----- | ----- | ----- | ----- | ----- | ----- | ----- | ----- |
| 5 104 | 4 838 | 4 647 | 5 156 | 6 009 | 7 002 | 7 958 | 8 928 | 9 080 |